# Paddy Considine
Patrick George Considine (Burton upon Trent, Anglaterra, 5 de setembre de 1973) és un actor, director i guionista anglés d'origen irlandés. Col·labora sovint amb el cineasta i director Shane Meadows. Va assolir protagonisme a principis dels anys 2000 amb una sèrie d'actuacions en pel·lícules independents. Ha rebut dos British Academy Film Awards, tres Evening Standard British Film Awards, British Independent Film Awards i un Lleó de Plata al Millor Curtmetratge al Festival de Cinema de Venècia 2007.

## Primers anys
Considine va néixer a Burton upon Trent, Staffordshire, on encara resideix. Va créixer amb el seu germà i quatre germanes en una finca municipal a Winshill, un poble de Burton. El seu pare, Martin Joseph Considine, era irlandés. Considine va assistir, entre altres escoles, a l'Abbot Beyne Senior School i Burton College. El 1990, Considine es va matricular per fer un Diploma Nacional en Arts Escèniques al Burton College, on va conéixer per primera vegada a Shane Meadows.
El 1994, Considine es va traslladar per estudiar fotografia a la Universitat de Brighton. Mentre estava allí va estudiar amb el documentalista social Paul Reas, que va descriure un projecte, els retrats dels pares de Considine a la seua casa de Winshill, com "brillants". En un moment donat, Considine va ser amenaçat d'expulsió, però es va graduar amb un B.A.

## Carrera
La seua primera aparició important a la pantalla va ser en la seua primera col·laboració amb Meadows a A Room for Romeo Brass el 1999, on va interpretar Morell, un personatge pertorbat d'un poble petit. El seu primer paper principal com l'enamorat inadaptat d'Alfie a Last Resort de Paweł Pawlikowski l'any 2000 li va guanyar el premi al millor actor al Festival de Cinema de Tessalònica. Considine va tenir protagonisme a principis de la dècada del 2000 per les seues actuacions principals tant a In America com a My Summer of Love, i papers secundaris a Doctor Sleep i a la pel·lícula de culte 24 Hour Party People. El seu paper de Richard a la pel·lícula de venjança de Meadows Dead Man's Shoes que va coescriure, li va guanyar l'Empire Award al millor actor britànic i una nominació al British Independent Film Award per Millor actor el 2005.
A la televisió, Considine ha tingut papers principals en diverses produccions, com ara; Pu-239, My Zinc Bed, Red Riding i la sèrie de la BBC Informer, protagonitzant sobretot el paper principal de l'inspector detectiu Jack Whicher a la sèrie de pel·lícules de televisió The Suspicions of Mr Whicher. A més de papers recurrents més petits a la sèrie de gàngsters de la BBC Peaky Blinders del 2016 i la minisèrie de HBO The Outsider del 2020. Aquest mateix any Considine va protagonitzar al costat de Jude Law a la minisèrie The Third Day. El 2022, va començar a protagonitzar la sèrie preqüela de Game of Thrones de HBO House of the Dragon.
Considine va debutar com a director amb el curtmetratge Dog Altogether el 2007 que va escriure i dirigir i pel qual va guanyar un BAFTA al millor curtmetratge, un British Independent Film Award, un Lleó de Plata al Festival de Venècia de 2007 i el Seattle International Film Festival Short Film Jury Award i la seua adaptació al llargmetratge Tiranosaur de 2011, que va guanyar un segon premi BAFTA al Debut destacat d'un escriptor, director o productor britànic i un premi de cinema independent britànic al Festival de cinema de Sundance i premis d'actuació per als dos actors principals, Olivia Colman i Peter Mullan, va seguir dirigint i protagonitzant el seu segon llargmetratge Journeyman, aclamat per la crítica. També ha actuat i dirigit diversos vídeos musicals, com "God Put a Smile upon Your Face" de Coldplay i "Leave Before the Lights Come On" dels Arctic Monkeys.
Tot i retratar Banquo a l'adaptació a la pantalla de Macbeth de Shakespeare l'any 2015, Considine només ha tingut una carrera molt breu a l'escenari. Va rebre nominacions als premis Olivier i als premis Tony com a millor actor el 2018 i el 2019 per les seues actuacions a The Ferryman al Royal Court Theatre i al Gielgud Theatre i al Bernard B. Jacobs Theatre de Broadway.

## Vida privada
Considine és reservat respecte a la seua vida personal i una vegada va dir que si mai es convertia en una celebritat, "desapareixeria i aniria a fer sabates com Daniel Day-Lewis" (una referència al període sabàtic de Day-Lewis treballant com a sabater a Itàlia). L'any 2002, Considine es va casar amb Shelley Insley, amb qui manté una relació des dels 18 anys. Tenen tres fills. Considine encara viu a la seua ciutat natal de Burton upon Trent amb la seua família.
L'abril de 2011, als seus 30 anys, Considine va revelar que li havien diagnosticat la síndrome d'Asperger. Tot i que inicialment li va tranquil·litzar el diagnòstic, va continuar lluitant en situacions socials fins que el metge Andrew Barton-Breck va suposar que podria tenir la síndrome d'Irlen. Posteriorment, la mateixa Helen Irlen li va diagnosticar el 2013 la síndrome d'Irlen, una condició en la qual el cervell no pot processar adequadament els estímuls visuals. El seu estat ha millorat significativament des que va començar a utilitzar filtres Irlen morats, ja siga com a lents de contacte fetes especialment quan es posa en rodatges o com a ulleres tintades tradicionals.